# 개인 웹 페이지
개인 웹 페이지(영어: personal web page)는 회사, 조직, 기관에 대한 내용보다 개인에 대한 내용을 다루는 웹페이지이다. 개인 웹 사이트, 개인 홈페이지라고도 하며, 그냥 '홈페이지'라고도 한다. 개인 웹 페이지는 하나의 HTML 파일만 의미하는 것은 아니고, 공통의 URL 내의 여러 페이지들의 모음을 의미한다.

## 같이 보기
- 홈페이지
- 블로그